# Скелет серця

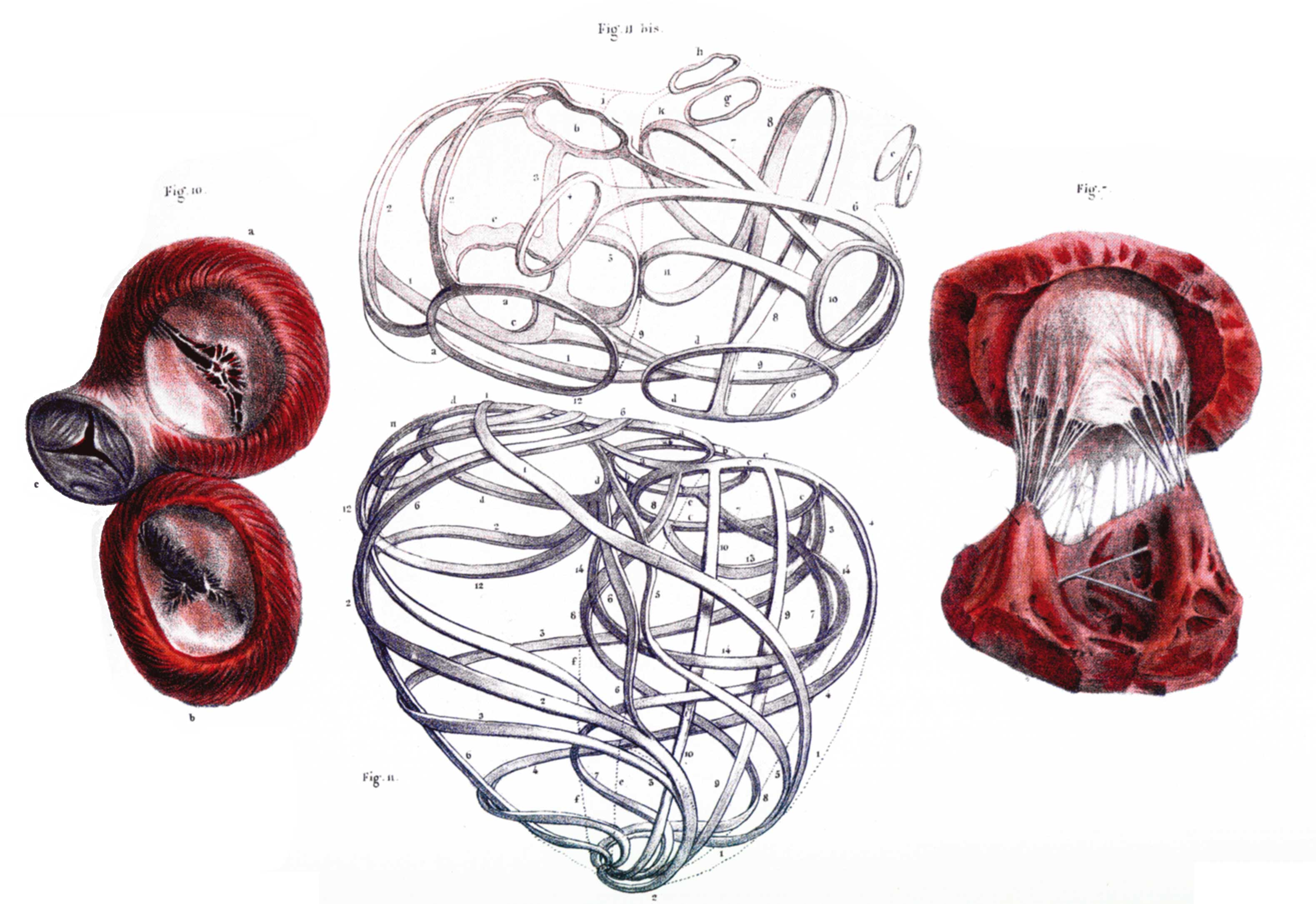
Буржері Жан, 1836. Клапани серця та його скелет.

Серцевий скелет, також відомий як волокнисто-м'язовий каркас серця, являє собою цілісну/однорідну структуру сполучної тканини високої щільності, яка утворює та закріплює клапани й впливає на сили, що діють на них і крізь них. М'який скелет серця відокремлює і розділяє передсердя (менші, дві верхні порожнини) від шлуночків (більші, дві нижні порожнини). Особлива матриця сполучної тканини всередині серцевого скелета, ізолює електричний вплив на ці зазначені порожнини. За нормальної анатомії, існує лише один шлях для електропровідності від верхніх до нижніх камер, відомий як атріовентрикулярний (АВ) вузол. Фізіологічний серцевий скелет здатний утворювати брандмауер (ізоляційну перегородку), що керує вегетативним/електричним впливом до межі пучка Гіса, який додатково регулює автономний потік до гілок пучка шлуночків. За такої умови, серцевий скелет дієво центрує та надійно скеровує електричну енергію від передсердь до шлуночків.

## Будова
Структура складових серця, з часом стала питанням все більшого зацікавлення. Каркас серця пов'язує кілька смуг щільної сполучної тканини, такої як колаген, котрі оточують основи легеневого стовбура, аорти та всіх чотирьох клапанів серця. Хоча він не є таким як зазвичай, або "справжнім" чи жорстким кістяком, він забезпечує структуру та підтримку серця, а також електрично ізолює передсердя від шлуночків. Ось чому фібриляція передсердь майже ніколи не переходить до миготіння шлуночків. У молодості, ця колагенова структура не містить спайок кальцію і є досить гнучкою. З віком у цьому скелеті відбувається накопичення кальцію та інших мінералів. Розтяжність шлуночків пов'язана зі змінним накопиченням мінералів, що також сприяє затримці хвилі деполяризації у літніх пацієнтів, яка може виходити від AV-вузла та пучка Гіса.

### Фіброзні кільця
Праве та ліве фіброзні кільця серця (annuli fibrosi cordis) охоплюють атріовентрикулярні та артеріальні отвори. Праве волокнисте кільце відоме як dexter cordis, а ліве знане як зловісне фіброзне кільце. Правий фіброзний трикутник переходить у центральне волокнисте тіло. Це найміцніша частина волокнисто-м'язового каркаса серця.
Верхні камери (передсердя) і нижні (шлуночки) електрично розділені властивостями колагенових білків у кільцях. Кільця клапанів, центральне тіло і скелет серця, що складаються з колагену, непроникні для поширення електрики. Єдиний дозволений канал (за винятком додаткових/рідкісних шляхів попереднього збудження) через цю колагенову перегородку представлений синусом, який відкривається до атріовентрикулярного вузла і виходить до пучка Гіса. Початки/вставки м’язів багатьох кардіоміоцитів прикріплені до протилежних боків клапанних кілець. 
Атріовентрикулярні кільця призначені для тримання м’язових волокон передсердь і шлуночків, а також заради прикріплення двостулкового та тристулкового клапанів.
Ліве атріовентрикулярне кільце тісно пов'язане своїм правим краєм з артеріальним кільцем аорти; між ними і правим атріовентрикулярним кільцем є трикутне тіло волокнистої тканини, фіброзний трикутник, який являє собою os coris, видимий у серці деяких великих тварин, як от бик.
Зрештою, є вже згадувана сухожильна зв'язка, задня поверхня артеріального конуса.
Волокнисті кільця, що оточують артеріальні отвори, призначені для прикріплення великих судин і півмісячних клапанів, отож вони відомі як кільця аорти.
Кожне кільце своїм краєм приєднується до деяких м'язових волокон шлуночків; їхній протилежний край представлений трьома глибокими напівкруглими виїмками, до яких міцно прикріплена середня оболонка артерії.
Кріплення артерії до її фіброзного кільця, посилено зовнішнім покривом і серозною оболонкою зовні. З країв напівкруглих вирізів, волокниста структура кільця продовжується до сегментів клапанів. Середній шар артерії тут тонкий, і судина розширена, утворюючи пазухи аорти та легеневу артерію.

## Призначення
Електричні сигнали від синоатріального вузла і автономної нервової системи повинні потрапити з верхніх камер до нижніх, щоби шлуночки могли керувати потоком крові. Серце працює як насос, який розмірено доправляє обсяг крові, що поступово надходить до легенів, тіла та мозку.
Серцевий скелет забезпечує те, що електрична й автономна енергія, яка виробляється вище, прямує вниз і не може повертатися назад. Каркас серця забезпечує це завдяки електрично непроникній межі для вегетативного електричного впливу всередині серця. Простіше кажучи, щільна сполучна тканина всередині серцевого скелета не проводить електрику, і її відкладення в матриксі міокарда не є випадковим.
Закріплений і електрично бездіяльний колагеновий каркас чотирьох клапанів, дозволяє за нормальної анатомії, розмістити атріовентрикулярний вузол (АВ-вузол) в його центрі. 
AV-вузол є єдиним електричним каналом від передсердь до шлуночків крізь каркас серця, тож завдяки цьому, миготіння передсердь ніколи не може перерости у фібриляцію шлуночків.
Протягом усього життя відбувається перебудова серцевого колагенового скелета. Коли кількість колагену зменшується з віком, натомість часто відкладається кальцій, що дозволяє легко визначати математичні маркери, які особливо цінні для вимірювання систолічного обсягу. Інертні характеристики структури колагену, яка запобігає електричному впливу, також ускладнюють отримання точного сигналу для візуалізації, без урахування застосовуваного співвідношення колагену до кальцію.